# La ragazza nella nebbia (film Donato Carrisi)
La ragazza nella nebbia è un film del 2017 scritto e diretto da Donato Carrisi, basato sull'omonimo romanzo dello stesso Carrisi.

## Trama
In una nebbiosa notte di febbraio, lo psichiatra Flores viene convocato all'ospedale di Avechot dove presta servizio. Ad attenderlo c’è un uomo in stato confusionale per via di un incidente d’auto da cui è comunque uscito illeso. Una volta sul posto, il dottore riconosce nell’uomo l'ispettore Vogel, colui che si è occupato della misteriosa scomparsa di una ragazzina di nome Anna Lou avvenuta il 23 dicembre dell’anno appena trascorso, un drammatico caso di cronaca che ha scosso il paesino montano durante le feste di Natale. Dopo un veloce scambio di convenevoli, il medico chiede a Vogel il perché delle macchie di sangue sulla sua camicia, dal momento che è uscito illeso dall'incidente che lo ha visto coinvolto. L'ispettore inizia così a raccontare delle indagini sulla scomparsa di Anna Lou.
Vogel arriva in paese per occuparsi della sparizione della ragazzina, con il collega Borghi incontra i genitori scoprendo che la famiglia appartiene a una comunità religiosa piuttosto chiusa rispetto alle influenze esterne e che la giovane conduce una vita molto semplice e forse monotona. Si reca poi presso il posto di polizia locale e, valutando la scarsa disponibilità di uomini e mezzi, riesce con uno spregiudicato stratagemma, fingendo indagini della scientifica e facendo indossare tute da imbianchino agli agenti locali, a farsi assegnare uomini e mezzi in quantità e a creare, grazie alla complicità della giornalista Stella Honer, un caso mediatico nazionale. Perché, spiega ai suoi collaboratori, troveranno sicuramente un corpo; ma prima del corpo i media avranno bisogno di creare una vittima e un mostro.
Vogel non è nuovo a queste cose, nel suo curriculum pieno di vanità e di ambizione, c'è la macchia di una vecchia indagine: il "caso del mutilatore" nel quale l’ispettore, ricorrendo a mezzi impropri, ha arrestato un uomo poi condannato a quattro anni di carcere ma successivamente assolto con formula piena e compensato con un ingente indennizzo.
La giornalista, grazie all’imbeccata dell’ispettore, realizza un servizio televisivo di cordoglio durante il quale emerge Mattia, ragazzo del paese che frequenta la stessa scuola di Anna Lou e che con una telecamera seguiva come un angelo custode la ragazza scomparsa. Diffuse ad arte alcune immagini dei suoi video, il sospettato ideale diventa il professor Loris Martini, la cui automobile è stata filmata da Mattia più volte nei pressi dell'abitazione di Anna Lou nei giorni precedenti la scomparsa.
Il professore, arrivato da poco in paese per salvare un matrimonio in crisi causa tradimento della moglie e con seri problemi economici, è privo di alibi e ha una ferita sospetta a una mano. Grava su di lui una serie di indizi, il più significativo dei quali pare essere un SMS dai toni apparentemente maliziosi da lui inviato a una studentessa della propria classe. A ciò si aggiunge una falsa prova generata dallo spregiudicato Vogel che, ritrovato lo zaino di Anna Lou, provvede a sporcarlo con il sangue del professor Martini ottenuto in maniera fortuita. La falsa prova incastra il sospettato Martini e gli spalanca le porte del carcere con l’accusa di omicidio.
A caso chiuso, l'ispettore viene contattato da una giornalista, Beatrice Leman, che gli fornisce le prove dell’innocenza del Martini. Trenta anni prima, lo informa, da Avechot sono scomparse sei ragazzine della stessa età di Anna Lou e in tutto e per tutto somiglianti a lei: rosse di capelli e con le lentiggini. È, sostiene la cronista, il caso dell’Uomo della Nebbia. La cronista, inoltre, consegna a Vogel un pacco contenente il diario segreto di Anna Lou, con l’indicazione per recuperare una VHS. Nel video si nota un misterioso uomo con in mano una vecchia cartolina di un albergo della zona, chiuso da tempo. Sullo sfondo si vede la ragazza rapita. L'ispettore si reca nell’edificio abbandonato e capisce che quello è il luogo dove Anna Lou è stata uccisa.
Ormai gli è chiaro che anche questa sua indagine, come quella sul caso del mutilatore, è fallimentare. Per non rendere noto il suo fallimento distrugge il VHS, ma mentre è rabbiosamente intento a strappare il nastro, viene sorpreso dalla giornalista Stella Honer che, troupe al seguito, svela ogni cosa.
Vogel viene allontanato, l'indagine riparte da zero e il professor Martini viene scagionato, recupera l’affetto della moglie e della figlia, fa causa alle istituzioni, accetta di scrivere un libro sulla propria vicenda e di concedere interviste ben remunerate.
In una di queste interviste televisive viene invitato anche l'ispettore, che è fermamente intenzionato a raccontare la propria versione dei fatti. In questa circostanza Vogel nota una piccola lettera O disegnata sul polso di Martini. È del tutto simile a quella che Anna Lou, nel suo diario segreto, racconta di essersi disegnata sul polso in ricordo di Oliver, un amore estivo. L’indizio spinge un ormai frustrato Vogel a farsi giustizia da solo e a uccidere il professor Martini nella notte.
Il film, fra flashback di lezioni in aula, di attimi drammatici del rapimento e dell’assassinio, di indizi disseminati ad arte e di ispirazioni tratte dalle interviste televisive al “mutilatore”, si sofferma su come il movente dell’omicidio sia il denaro e su come la tragica sorte della ragazzina non sia che un danno collaterale necessario. Anna Lou viene uccisa perché possiede i requisiti della vittima necessaria a Loris Martini per costruire la sua tela di inganni, per utilizzare cioè una storia passata, quella del “mutilatore” al fine di trasformarsi prima in odioso mostro e poi in vittima così da poter uscire dalla crisi coniugale e, soprattutto, dai problemi economici sfruttando la notorietà di Vogel inventore e cacciatore di mostri, e chiedendo cospicui risarcimenti in denaro per le vessazioni subite.
Al termine della confessione allo psichiatra, Vogel, dopo aver confessato l’uccisione di Martini, che spiega anche il perché del sangue presente sulla sua camicia, viene portato via in manette e il dottor Flores torna a casa.
Ormai è quasi giorno, ma prima di andare a letto da sua moglie, lo psichiatra scende in cantina, sposta alcune scatole e poi ne appoggia una sul banco da lavoro. All'interno ci sono 6 ciocche di capelli rossi. È l’inquietante cimelio che "l'uomo della nebbia" ha preso con sé da ognuna delle sue vittime.

## Produzione
È stato filmato a Carezza e sull'omonimo lago, nel comune di Nova Levante/Welschnofen in Trentino-Alto Adige.

## Distribuzione
Il film è stato distribuito nelle sale cinematografiche italiane a partire dal 26 ottobre 2017.

## Accoglienza

### Incassi
Il primo giorno di programmazione, La ragazza nella nebbia ha esordito incassando 71 013 euro e registrando 11.677 spettatori, classificandosi al 3º posto tra gli incassi giornalieri e le presenza, dietro a It (€ 392.831 e 59.040 spettatori) e Thor: Ragnarok (€ 359.070 e 52.524 rispettivamente). Al termine del primo fine settimana di programmazione il film incassa quasi 1 milione di euro (996.013 per l'esattezza, secondo i dati Cinetel), con un incasso di 413.244 euro nella sola giornata di domenica 29 ottobre, piazzandosi al terzo posto del box office, primo tra i film italiani. In Italia al botteghino La ragazza nella nebbia ha incassato nelle prime 2 settimane di programmazione 3,3 milioni di euro per poi arrivare a 3,7 milioni finali. Nel resto del mondo ha incassato poco più di mezzo milione di euro.
L’incasso totale fu di 4,2 milioni di dollari.

## Riconoscimenti
- 2017 - Noir in Festival
  - Candidato al Premio Caligari[5]
- 2018 - David di Donatello[6]
  - Miglior regista esordiente a Donato Carrisi
  - Candidatura alla Miglior sceneggiatura originale a Donato Carrisi
  - Candidatura per la Miglior scenografia a Tonino Zera
  - Candidatura per il Miglior montaggio a Massimo Quaglia
- 2018 - Globo d'oro[7]
  - Miglior sceneggiatura a Donato Carrisi
  - Miglior attore a Toni Servillo